# Dragon Ball: Raging Blast
Dragon Ball: Raging Blast (ドラゴンボール レイジングブラスト, Doragon bōru: Reijingu burasuto, littéralement « Dragon Ball: Explosion fulgurante ») est un jeu vidéo de combat sur l'univers de Dragon Ball développé par Spike et édité par Namco Bandai. Le jeu est disponible depuis fin 2009 sur PlayStation 3 et Xbox 360.
Il peut se voir comme la suite directe de la série des Budokai Tenkaichi (Sparking! au Japon) étant donné que ce jeu a été développé par Spike.

## Système de jeu
- Il est sensiblement le même que la série des Budokai Tenkaichi. La puissance des consoles Xbox 360 et PS3 permettent cependant d'ajouter des détails rendant le tout encore plus fidèle au dessin animé. La particularité du gameplay se situe au niveau du personnage que le joueur contrôle. Ce dernier est vue de dos et offre ainsi une très grande liberté de déplacement notamment dans l'air. Un gameplay qui est finalement assez représentatif de la série dont il s'inspire. La différence notable avec les Budokai Tenkaichi se situe surtout au niveau de la taille des arènes, beaucoup plus grandes. À cela, on peut rajouter un décor plus fourni avec davantage d'éléments destructibles. Il faudra rivaliser de stratégies dans des décors montagneux et parfois chaotiques (ex. : Planète Namek mourante).
- Concernant les attaques, à l'instar des précédents volets Budokai Tenkaichi, chaque personnage aura 5 attaques spéciales dont une ultime. Le Tag Team (combat par équipe en alternance) est présent dans cet épisode.
- Au niveau de la customisation, il est possible de personnaliser son expérience de jeu en modifiant notamment les coups spéciaux de chaque personnage et en affectant à ces derniers le bouton de son choix. À noter qu'assez classiquement, de nouveaux coups spéciaux sont obtenus en remplissant certains objectifs.
- Grâce au système baptisé « Personnalisation Ultime », les persos peuvent être customisés dans différents domaines tels que l'attaque et la défense en leur affectant des items obtenus en échange de points D à gagner dans les multiples modes de jeu. Ces items doivent être placés dans un quadrillage dénommé « Deck » de taille prédéfinie. La place sera donc limitée et les items de tailles différentes. Le choix peut s’avérer cornélien.

## Musiques
Les musiques ont été créées exclusivement pour le jeu. Une chanson originale intitulée Progression fut créée spécialement pour le jeu par Kageyama Hironobu qui a chanté les 2 intros de Dragon Ball Z, Cha la Head Cha la et We gotta Power et aussi de plusieurs jeux vidéo comme Burst Limit, Kiseki no hono oyo moeagare, Budokai 3, etc.

## Menu et modes de jeu
(Listé par ordre d'apparition)
- Combat du Dragon (Mode Histoire)
  - Saga des Saiyens
  - Saga de Freezer
  - Saga de Bardock
  - Saga des cyborgs
  - Saga de Buu
  - Saga des Supers Saiyens légendaires
  - Histoires alternatives
  - Magasin des étoiles (permet d'utiliser les étoiles collectionnées durant les combats afin de débloquer des bonus cachés)
- Super Championnat  : Participer à des combats avec classement suivant différentes règles
  - Arcade : Mode constitué de 10 niveaux où il faudra battre vos ennemis dans le temps imparti soit 180 secondes. Ce mode est disponible au lancement du jeu.
  - Survie : Affrontez vos ennemis les uns après les autres sur la même map. Ce mode prend fin lorsque votre jauge de vie est vide ou après avoir battu 50 ennemis. À noter que votre vie se restaure un peu après chaque victoire. Ce mode est, lui aussi, disponible au lancement du jeu.
  - Contre la montre : Venez à bout de ce mode en battant 5 ennemis dans la même arène en moins de 15 minutes. Ce mode est disponible au lancement du jeu.
  - Score max. : Affrontez un seul ennemi dans un lieu unique. Votre ennemi ne subit aucun dégât. L'objectif est ici de rester en vie durant 300 secondes. Selon votre score, vous obtiendrez des points D. Ce mode est également disponible au lancement du jeu.
  - K.O. max. : Tentez de venir à bout du plus grand nombre d'ennemis possible en 300 secondes. Ici, vous êtes invincible. Disponible au lancement du jeu.
  - Destruction : Prenant place dans un décor urbain, ce mode expire au bout de 300 secondes. Vous affrontez votre opposant dans des conditions normales mais devez infliger un maximum de dégâts à l'environnement.
  - 'Combat par équipe : Venez à bout de toutes les équipes en 15 minutes.
  - Combat ultime : Battez 10 ennemis dans un ordre de difficulté croissant. Aucune limite de temps mais une extrême difficulté.
  - Punching ball : Incarnant Videl, il vous faudra obtenir le score maximum. Selon vos performances, vous obtiendrez des points D.
  - Combat Boule de cristal (caché) : Battez les ennemis et obtenez une boule de cristal. Trouvez les 7 boules de cristal et…
- Versus
  - Combat en solo
  - Combat en équipe
  - Combat en puissance (20, 40, 60, 80, 100)
  - Options
- Combat en ligne
- Championnat du Monde : Championnat regroupant 16 participants qui se battre suivant un arbre de qualification comme dans la série
- Personnalisation ultime : Permet de personnaliser les objets et les attaques spéciales dont les personnages sont équipés
- Dôjo : Mode entrainement pour maitriser les techniques et les combos du jeu
- Musée : Consulter l'encyclopédie des personnages, les ralentis, et écouter la musique du jeu
- Options
  - Écran
  - Son
  - Commandes
  - Sauvegarder/Charger

## Liste des personnages
Au total le jeu comporte 43 personnages, à ceci vient s'ajouter les différentes formes que possèdent une grande quantité de ces derniers. Les noms suivants sont écrits comme ils apparaissent dans le jeu en version française PAL.

### Personnages Principaux
- 1 - Sangoku (+Super Saiyen, Super Saiyen 2, Super Saiyen 3)
- 2 - Vegeta (+Super Saiyen, Super Vegeta, Super Saiyen 2)
- 3 - Piccolo
- 4 - Sangohan petit
- 5 - Krilin
- 6 - Yamcha
- 7 - Tenshinhan
- 8 - Chaozu

### Saga Saïyen
- 9 - Raditz
- 10 - Nappa
- 11 - Vegeta (détecteur)

### Saga Freezer
- 12 - Doria
- 13 - Zarbon (+Transformation)
- 14 - Guldo
- 15 - Jeece
- 16 - Barta
- 17 - Recoom
- 18 - Ginue
- 19 - Freezer 1re forme (+2d forme, 3e forme, Forme finale, Puissance Maximale)

### Saga Cyborg
- 20 - Trunks (épée) (+Super Saiyen)
- 21 - Dr Gero
- 22 - C-19
- 23 - C-16
- 24 - C-17
- 25 - C-18
- 26 - Cell 1re forme (+2d forme, Forme parfaite, Parfait)
- 27 - Trunks ado guerrier (+Super Saiyen, Super Trunks)
- 28 - Sangohan ado (+Super Saiyen, Super Saiyen 2)

### Saga Boo
- 29 - Sangohan (+Super Saiyen, Super Saiyen 2)
- 30 - Videl
- 31 - Trunks petit (+Super Saiyen)
- 32 - Sangoten (+Super Saiyen)
- 33 - Majin Vegeta
- 34 - Gotenks (+Super Gotenks, Super Saiyen 3)
- 35 - Vegeto (Super Vegeto)
- 36 - Buu
- 37 - Super Buu (+Gotenks absorbé, Sangohan absorbé)
- 38 - Buu petit

### Histoires Alternatives
- 39 - Bardock
- 40 - Super Gogeta
- 41 - Broly (+Super Saiyen, Super Saiyen légendaire)

### En Exclusivité
- 42 - Broly (Super Saiyen 3)
- 43 - Vegeta (Super Saiyen 3)

## Liste des arènes
- Le jeu comporte 10 arènes au total
- Ces arènes sont 3 à 4 fois plus grandes que dans les Budokai Tenkaichi sur PlayStation 2.
- Elles sont également plus destructibles (encastrement des personnages à la suite de certains coups, destruction des éléments de décor et du sol destruction des décors par étage (immeubles, etc.).

### Arènes présentes officiellement
(Listé par ordre d'apparition)
- Désert
- Terre rocheuse
- Planète Namek
- Planet Namek dévastée
- Ville abandonnée
- Cell Game
- Île
- Championnat du monde
- Monde de Kaïo Shin
- Grotte

### Les arènes suivantes ont disparu
- Salle de l'Esprit et du Temps
- Vaisseau de Freezer